# 杜博夫卡

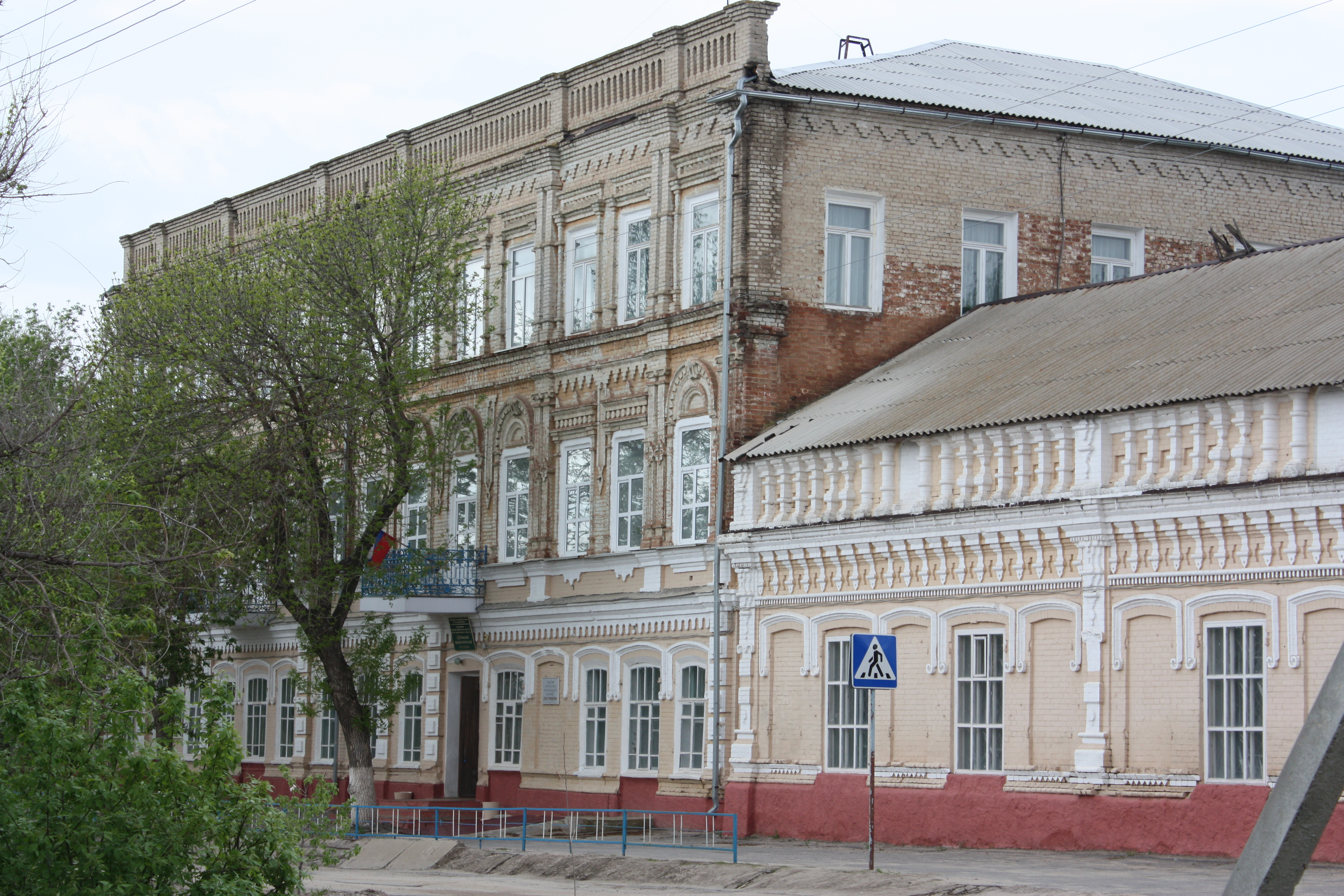
杜博夫卡地区图像

杜博夫卡（俄语：Дубовка）是俄罗斯伏尔加格勒州的一座城市。位于伏尔加河沿岸，伏尔加格勒东北52公里处。人口15,100人（2006年估计）；15,083人（2002年人口普查）；13,668人（1989年人口普查）。
杜博夫卡於1732年建城，1803年正式设市。